# Quatrième circonscription du Nord
La quatrième circonscription du Nord est l'une des 21 circonscriptions législatives françaises que compte le département du Nord. Elle est représentée dans la XVe législature par Brigitte Liso (RE). Son suppléant est Grégoire Pérot, membre du bureau régional et délégué de St-André-Lez-Lille d'Horizons (mouvement politique créé par Édouard Philippe).

## Description géographique

### De 1958 à 1986
À la suite de l'ordonnance no 58-945 du 13 octobre 1958 relative à l'élection des députés à l'assemblée nationale, la première circonscription du Nord était créée et regroupait les divisions administratives suivantes : 
- canton de Lille-Est
- canton de Lille-Sud-Est[1].

### De 1988 à 2010
Par la loi no 86-1197 du 24 novembre 1986
 de découpage électoral, la circonscription regroupait les divisions administratives suivantes : 
- canton de Lille-Ouest
- canton de Quesnoy-sur-Deûle.

### Depuis 2010
Depuis l'adoption de l'ordonnance no 2009-935 du 29 juillet 2009, ratifiée par le Parlement français le 21 janvier 2010, elle est composée des divisions administratives suivantes : 
- canton de Lille-Nord
- canton de Lille-Ouest
- canton de Quesnoy-sur-Deûle.

### Pyramide des âges
| Hommes | Classe d’âge   | Femmes |
| ------ | -------------- | ------ |
| 6      | 65 ans et plus | 9      |
| 30     | 20 à 64 ans    | 31     |
| 12     | 0 à 19 ans     | 12     |

### Catégorie socio-professionnelle
Répartition de la population active par catégorie socio-professionnelle en 2013
| Agriculteurs | Artisans, commerçants, chefs d'entreprise | Cadres, professions intellectuelles | Professions intermédiaires | Employés | Ouvriers | Retraités | Autres |
| ------------ | ----------------------------------------- | ----------------------------------- | -------------------------- | -------- | -------- | --------- | ------ |
| 0,2 %        | 2,9 %                                     | 16,2 %                              | 17,1 %                     | 14,9 %   | 9,6 %    | 20,9 %    | 18,1 % |

## Historique des députations
| Législature | Début de mandat   | Fin de mandat     | Député                  | Parti politique | Observations |
| ----------- | ----------------- | ----------------- | ----------------------- | --------------- | --- |
| Ire         | 9 décembre 1958   | 9 octobre 1962    | Madeleine Martinache    | UNR             | Mandat écourté à la suite d'une dissolution parlementaire décidée par Charles de Gaulle.                                                                       |
| IIe         | 6 décembre 1962   | 2 avril 1967      | Arthur Cornette         | SFIO            | |
| IIIe        | 3 avril 1967      | 30 mai 1968       | Arthur Cornette         | SFIO            | Mandat écourté à la suite d'une dissolution parlementaire décidée par Charles de Gaulle.                                                                       |
| IVe         | 11 juillet 1968   | 1er avril 1973    | Robert Menu             | UDR             | |
| Ve          | 2 avril 1973      | 2 avril 1978      | Arthur Cornette         | PS              | |
| VIe         | 3 avril 1978      | 22 mai 1981       | Bernard Derosier        | PS              | Mandat écourté à la suite d'une dissolution parlementaire décidée par François Mitterrand.                                                                     |
| VIIe        | 2 juillet 1981    | 1er avril 1986    | Bernard Derosier        | PS              | |
| VIIIe       | 2 avril 1986      | 14 mai 1988       | Aucun                   | Aucun           | Proportionnelle par département, pas de député par circonscription. Mandat écourté à la suite d'une dissolution parlementaire décidée par François Mitterrand. |
| IXe         | 12 juin 1988      | 2 novembre 1990   | Bruno Durieux           | CDS             | Nommé ministre délégué à la Santé en octobre 1990 |
| IXe         | 3 novembre 1990   | 14 novembre 1991  | Jacques Houssin         | Non-inscrit     | Nommé ministre délégué à la Santé en octobre 1990 |
| IXe         | 15 novembre 1991  | 1er février 1992  | Poste vacant            | [ 16 ]          | Nommé ministre délégué à la Santé en octobre 1990 |
| IXe         | 2 février 1992    | 1er avril 1993    | Marc-Philippe Daubresse | UDF             | Nommé ministre délégué à la Santé en octobre 1990 |
| Xe          | 2 avril 1993      | 21 avril 1997     | Marc-Philippe Daubresse | UDF             | Mandat écourté à la suite d'une dissolution parlementaire décidée par Jacques Chirac.                                                                          |
| XIe         | 12 juin 1997      | 18 juin 2002      | Marc-Philippe Daubresse | UDF             | |
| XIIe        | 16 juin 2002      | 30 avril 2004     | Marc-Philippe Daubresse | UMP             | Nommé Secrétaire d'État chargé du Logement en mars 2004 |
| XIIe        | 1er mai 2004      | 16 juillet 2005   | Jacques Houssin         | UMP             | Nommé Secrétaire d'État chargé du Logement en mars 2004 |
| XIIe        | 17 juillet 2005   | 17 septembre 2005 | Poste vacant            |                 | Nommé Secrétaire d'État chargé du Logement en mars 2004 |
| XIIe        | 18 septembre 2005 | 19 juin 2007      | Marc-Philippe Daubresse | UMP             | Nommé Secrétaire d'État chargé du Logement en mars 2004 |
| XIIIe       | 20 juin 2007      | 23 avril 2010     | Marc-Philippe Daubresse | UMP             | Nommé Ministre de la Jeunesse et des Solidarités actives en mars 2010                                                                                          |
| XIIIe       | 23 avril 2010     | 14 décembre 2010  | Jacques Houssin         | UMP             | Nommé Ministre de la Jeunesse et des Solidarités actives en mars 2010                                                                                          |
| XIIIe       | 14 décembre 2010  | 19 juin 2012      | Marc-Philippe Daubresse | UMP             | Nommé Ministre de la Jeunesse et des Solidarités actives en mars 2010                                                                                          |
| XIVe        | 20 juin 2012      | 20 juin 2017      | Marc-Philippe Daubresse | UMP             | |
| XVe         | 21 juin 2017      | 21 juin 2022      | Brigitte Liso           | LREM            | Mandat écourté à la suite d'une dissolution parlementaire décidée par Emmanuel Macron                                                                          |

## Historiques des élections

### Élections de 1958
| Candidat       | Candidat                  | Parti          | Premier tour | Premier tour | Second tour | Second tour |  |
| Candidat       | Candidat                  | Parti          | Voix         | %            | Voix        | %           |  |
| -------------- | ------------------------- | -------------- | ------------ | ------------ | ----------- | ----------- |  |
|                | Arthur Cornette           | SFIO           | 10 406       | 30,79        | 11 745      | 34,91       |  |
|                | Madeleine Martinache élue | UNR            | 8 319        | 24,61        | 15 520      | 46,13       |  |
|                | Robert Leblond            | PCF            | 6 894        | 20,4         | 6 380       | 18,96       |  |
|                | Arthur François           | Modérés        | 4 594        | 13,59        | Retrait     | Retrait     |  |
|                | Georges Henaux            | MRP            | 3 589        | 10,62        | Retrait     | Retrait     |  |
|                |                           |                |              |              |             |             |  |
| Inscrits       | Inscrits                  | Inscrits       | 41 726       | 100,00       | 41 721      | 100,00      |  |
| Abstentions    | Abstentions               | Abstentions    | 7 170        | 17,18        | 7 437       | 17,83       |  |
| Votants        | Votants                   | Votants        | 34 556       | 82,82        | 34 284      | 82,17       |  |
| Blancs et nuls | Blancs et nuls            | Blancs et nuls | 754          | 2,18         | 639         | 1,86        |  |
| Exprimés       | Exprimés                  | Exprimés       | 33 802       | 97,82        | 33 645      | 98,14       |  |

Le suppléant de Madeleine Martinache était René Faucompre, dessinateur d'études, de Faches-Thumesnil.

### Élections de 1962
| Candidat       | Candidat                      | Parti          | Premier tour | Premier tour | Second tour | Second tour |  |
| Candidat       | Candidat                      | Parti          | Voix         | %            | Voix        | %           |  |
| -------------- | ----------------------------- | -------------- | ------------ | ------------ | ----------- | ----------- |  |
|                | Madeleine Martinache sortante | UNR-UDT        | 9 475        | 32,03        | 14 706      | 47,63       |  |
|                | Arthur Cornette élu           | SFIO           | 7 229        | 24,44        | 16 171      | 52,37       |  |
|                | Henri Coursier                | PCF            | 6 525        | 22,06        | Retrait     | Retrait     |  |
|                | Arthur François               | Modérés        | 4 584        | 15,5         | Retrait     | Retrait     |  |
|                | Michel Meura                  | MRP            | 1 769        | 5,98         | Retrait     | Retrait     |  |
|                |                               |                |              |              |             |             |  |
| Inscrits       | Inscrits                      | Inscrits       | 40 080       | 100,00       | 40 077      | 100,00      |  |
| Abstentions    | Abstentions                   | Abstentions    | 9 818        | 24,5         | 8 029       | 20,03       |  |
| Votants        | Votants                       | Votants        | 30 262       | 75,5         | 32 048      | 79,97       |  |
| Blancs et nuls | Blancs et nuls                | Blancs et nuls | 680          | 2,25         | 1 171       | 3,65        |  |
| Exprimés       | Exprimés                      | Exprimés       | 29 582       | 97,75        | 30 877      | 96,35       |  |

Le suppléant d'Arthur Cornette était Roger Laurent (fils d'Augustin Laurent, maire de Lille), Secrétaire général du Centre Régional de transfusion sanguine.

### Élections de 1967
| Candidat       | Candidat                      | Parti          | Premier tour | Premier tour | Second tour | Second tour |  |
| Candidat       | Candidat                      | Parti          | Voix         | %            | Voix        | %           |  |
| -------------- | ----------------------------- | -------------- | ------------ | ------------ | ----------- | ----------- |  |
|                | Robert Menu                   | UD-Ve          | 12 464       | 36,17        | 16 096      | 47,22       |  |
|                | Arthur Cornette sortant réélu | FGDS (SFIO)    | 8 806        | 25,56        | 17 989      | 52,78       |  |
|                | Robert Leblond                | PCF            | 8 006        | 23,23        | Retrait     | Retrait     |  |
|                | Arthur François               | Modérés        | 2 959        | 8,59         |             |             |  |
|                | Pierre Dupont                 | CD (PDM)       | 2 222        | 6,45         |             |             |  |
|                |                               |                |              |              |             |             |  |
| Inscrits       | Inscrits                      | Inscrits       | 41 842       | 100,00       | 41 843      | 100,00      |  |
| Abstentions    | Abstentions                   | Abstentions    | 6 668        | 15,94        | 6 701       | 16,01       |  |
| Votants        | Votants                       | Votants        | 35 174       | 84,06        | 35 142      | 83,99       |  |
| Blancs et nuls | Blancs et nuls                | Blancs et nuls | 717          | 2,04         | 1 057       | 3,01        |  |
| Exprimés       | Exprimés                      | Exprimés       | 34 457       | 97,96        | 34 085      | 96,99       |  |

Le suppléant d'Arthur Cornette était Roger Laurent.

### Élections de 1968
| Candidat       | Candidat                | Parti          | Premier tour | Premier tour | Second tour | Second tour |  |
| Candidat       | Candidat                | Parti          | Voix         | %            | Voix        | %           |  |
| -------------- | ----------------------- | -------------- | ------------ | ------------ | ----------- | ----------- |  |
|                | Robert Menu élu         | UDR (URP)      | 15 506       | 46,53        | 17 222      | 52,18       |  |
|                | Arthur Cornette sortant | FGDS (SFIO)    | 8 110        | 24,34        | 15 783      | 47,82       |  |
|                | Robert Leblond          | PCF            | 6 958        | 20,88        | Retrait     | Retrait     |  |
|                | Bernard Sordet          | TD             | 1 592        | 4,78         |             |             |  |
|                | Étienne Duquesne        | PSU            | 1 158        | 3,47         |             |             |  |
|                |                         |                |              |              |             |             |  |
| Inscrits       | Inscrits                | Inscrits       | 41 751       | 100,00       | 41 751      | 100,00      |  |
| Abstentions    | Abstentions             | Abstentions    | 7 938        | 19,01        | 8 042       | 19,26       |  |
| Votants        | Votants                 | Votants        | 33 813       | 80,99        | 33 709      | 80,74       |  |
| Blancs et nuls | Blancs et nuls          | Blancs et nuls | 489          | 1,45         | 704         | 2,09        |  |
| Exprimés       | Exprimés                | Exprimés       | 33 324       | 98,55        | 33 005      | 97,91       |  |

Le suppléant de Robert Menu était Roger Leboucq, ingénieur.

### Élections de 1973
| Candidat       | Candidat            | Parti          | Premier tour | Premier tour | Second tour | Second tour |  |
| Candidat       | Candidat            | Parti          | Voix         | %            | Voix        | %           |  |
| -------------- | ------------------- | -------------- | ------------ | ------------ | ----------- | ----------- |  |
|                | Robert Menu sortant | UDR (URP)      | 10 686       | 30,53        | 16 093      | 45,89       |  |
|                | Arthur Cornette élu | PS (UGSD)      | 9 515        | 27,18        | 18 978      | 54,11       |  |
|                | Robert Leblond      | PCF            | 7 925        | 22,64        | Retrait     | Retrait     |  |
|                | Raymond Herbaux     | Rad (MR)       | 2 579        | 7,37         |             |             |  |
|                | Didier Schottey     | Divers droite  | 2 188        | 6,25         |             |             |  |
|                | Jean-François Noël  | PSU            | 764          | 2,18         |             |             |  |
|                | Jacques Dumez       | LO             | 759          | 2,17         |             |             |  |
|                | André Cardon        | FN             | 588          | 1,68         |             |             |  |
|                |                     |                |              |              |             |             |  |
| Inscrits       | Inscrits            | Inscrits       | 43 344       | 100,00       | 43 350      | 100,00      |  |
| Abstentions    | Abstentions         | Abstentions    | 7 558        | 17,44        | 7 176       | 16,55       |  |
| Votants        | Votants             | Votants        | 35 786       | 82,56        | 36 174      | 83,45       |  |
| Blancs et nuls | Blancs et nuls      | Blancs et nuls | 782          | 2,19         | 1 103       | 3,05        |  |
| Exprimés       | Exprimés            | Exprimés       | 35 004       | 97,81        | 35 071      | 96,95       |  |

Le suppléant d'Arthur Cornette était Bernard Derosier, instituteur.

### Élections de 1978
| Candidat       | Candidat              | Parti          | Premier tour | Premier tour | Second tour | Second tour |  |
| Candidat       | Candidat              | Parti          | Voix         | %            | Voix        | %           |  |
| -------------- | --------------------- | -------------- | ------------ | ------------ | ----------- | ----------- |  |
|                | Bernard Derosier élu  | PS             | 11 924       | 30,64        | 22 387      | 56,46       |  |
|                | Jean-Raymond de Grève | PCF            | 8 538        | 21,94        | Retrait     | Retrait     |  |
|                | Christian Coulon      | RPR            | 8 003        | 20,56        | 17 263      | 43,54       |  |
|                | Henri-Julien Delbèke  | UDF (Rad)      | 5 107        | 13,12        |             |             |  |
|                | Robert Menu           | FRP            | 1 829        | 4,7          |             |             |  |
|                | Bernard Gorrissen     | Divers droite  | 1 217        | 3,13         |             |             |  |
|                | Ginette Lasselin      | PSU (FA)       | 856          | 2,2          |             |             |  |
|                | Didier Ballieu        | LO             | 646          | 1,66         |             |             |  |
|                | Henri Lucas           | OCT            | 618          | 1,59         |             |             |  |
|                | Ivana Polisini        | UOPDP          | 183          | 0,47         |             |             |  |
|                |                       |                |              |              |             |             |  |
| Inscrits       | Inscrits              | Inscrits       | 49 039       | 100,00       | 49 039      | 100,00      |  |
| Abstentions    | Abstentions           | Abstentions    | 9 038        | 18,43        | 8 412       | 17,15       |  |
| Votants        | Votants               | Votants        | 40 001       | 81,57        | 40 627      | 82,85       |  |
| Blancs et nuls | Blancs et nuls        | Blancs et nuls | 1 080        | 2,7          | 977         | 2,4         |  |
| Exprimés       | Exprimés              | Exprimés       | 38 921       | 97,3         | 39 650      | 97,6        |  |

Le suppléant de Bernard Derosier était Michel Laignel, adjoint au maire de Ronchin.

### Élections de 1981
| Candidat       | Candidat                       | Parti          | Premier tour | Premier tour | Second tour | Second tour |  |
| Candidat       | Candidat                       | Parti          | Voix         | %            | Voix        | %           |  |
| -------------- | ------------------------------ | -------------- | ------------ | ------------ | ----------- | ----------- |  |
|                | Bernard Derosier sortant réélu | PS             | 15 490       | 47,44        | 21 559      | 64,83       |  |
|                | Michel Bonfils                 | UDF (PR)       | 5 784        | 17,71        | 11 697      | 35,17       |  |
|                | Éric Vanderlynden              | RPR (UNM)      | 5 119        | 15,68        |             |             |  |
|                | Jean-Raymond de Grève          | PCF            | 4 969        | 15,22        |             |             |  |
|                | Didier Ballieu                 | LO             | 477          | 1,46         |             |             |  |
|                | Jacques Laruelle               | Divers droite  | 461          | 1,41         |             |             |  |
|                | Philippe Legrand               | LCR            | 349          | 1,07         |             |             |  |
|                |                                |                |              |              |             |             |  |
| Inscrits       | Inscrits                       | Inscrits       | 48 433       | 100,00       | 48 428      | 100,00      |  |
| Abstentions    | Abstentions                    | Abstentions    | 15 224       | 31,43        | 14 353      | 29,64       |  |
| Votants        | Votants                        | Votants        | 33 209       | 68,57        | 34 075      | 70,36       |  |
| Blancs et nuls | Blancs et nuls                 | Blancs et nuls | 560          | 1,69         | 819         | 2,4         |  |
| Exprimés       | Exprimés                       | Exprimés       | 32 649       | 98,31        | 33 256      | 97,6        |  |

Le suppléant de Bernard Derosier était Michel Laignel.

### Élections de 1988
| Candidat       | Candidat                    | Parti           | Premier tour | Premier tour | Second tour | Second tour |  |
| Candidat       | Candidat                    | Parti           | Voix         | %            | Voix        | %           |  |
| -------------- | --------------------------- | --------------- | ------------ | ------------ | ----------- | ----------- |  |
|                | Bruno Durieux sortant réélu | UDF (CDS) (URC) | 19 401       | 47,85        | 23 974      | 57,15       |  |
|                | Marie-Cécile Laidebeur      | PS              | 12 628       | 31,15        | 17 978      | 42,85       |  |
|                | Marcel Château              | PCF             | 4 311        | 10,63        |             |             |  |
|                | Marie-Danielle Rémy         | FN              | 4 203        | 10,37        |             |             |  |
|                |                             |                 |              |              |             |             |  |
| Inscrits       | Inscrits                    | Inscrits        | 63 326       | 100,00       | 63 324      | 100,00      |  |
| Abstentions    | Abstentions                 | Abstentions     | 21 898       | 34,58        | 20 136      | 31,8        |  |
| Votants        | Votants                     | Votants         | 41 428       | 65,42        | 43 188      | 68,2        |  |
| Blancs et nuls | Blancs et nuls              | Blancs et nuls  | 885          | 2,14         | 1 236       | 2,86        |  |
| Exprimés       | Exprimés                    | Exprimés        | 40 543       | 97,86        | 41 952      | 97,14       |  |

Le suppléant de Bruno Durieux était Jacques Houssin, conseiller général du canton de Quesnoy-sur-Deûle, maire de Verlinghem. Jacques Houssin remplaça Bruno Durieux, nommé membre du gouvernement, du 3 novembre 1990 au 14 novembre 1991.
Jacques Houssin est décédé le 14 novembre 1991.

### Élection partielle du 26 janvier et 2 février 1992
| Candidat                | Parti     | %     | Voix   |
| ----------------------- | --------- | ----- | ------ |
| Marc-Philippe Daubresse | UDF       | 46,81 | 14 042 |
| Nicolas Crochet         | FN        | 15,71 | 4 714  |
| Claude Reynaert         | PS        | 12,97 | 3 891  |
| Yves Le Meur            | PCF       | 10,16 | 3 050  |
| Jean-Jacques Lefebvre   | Les Verts | 8,49  | 2 548  |
| Régis Dufour-Lefort     | GE        | 5,84  | 1 752  |

| Candidat                | Parti | %     | Voix   |
| ----------------------- | ----- | ----- | ------ |
| Marc-Philippe Daubresse | UDF   | 77,88 | 22 693 |
| Nicolas Crochet         | FN    | 22,12 | 6 447  |

### Élections de 1993
| Candidat       | Candidat                              | Parti          | Premier tour | Premier tour | Second tour | Second tour |  |
| Candidat       | Candidat                              | Parti          | Voix         | %            | Voix        | %           |  |
| -------------- | ------------------------------------- | -------------- | ------------ | ------------ | ----------- | ----------- |  |
|                | Marc-Philippe Daubresse sortant réélu | UDF (CDS)      | 20 086       | 47,19        | 26 931      | 73,97       |  |
|                | Gilles Alexandre                      | FN             | 6 801        | 15,98        | 9 477       | 26,03       |  |
|                | Paul Lauérière                        | PS (ADFP)      | 5 867        | 13,78        |             |             |  |
|                | Nicole Knecht                         | GÉ (EÉ)        | 3 603        | 8,46         |             |             |  |
|                | Yves Le Meur                          | PCF            | 3 111        | 7,31         |             |             |  |
|                | Raymond Bigotte                       | LT-LNÉ         | 1 497        | 3,52         |             |             |  |
|                | Jean-Michel Beurrier                  | PT             | 848          | 1,99         |             |             |  |
|                | Jacques Defives                       | LCR            | 566          | 1,33         |             |             |  |
|                | Jean-Jacques Hoogstoel                | PLN            | 187          | 0,44         |             |             |  |
|                |                                       |                |              |              |             |             |  |
| Inscrits       | Inscrits                              | Inscrits       | 65 019       | 100,00       | 65 019      | 100,00      |  |
| Abstentions    | Abstentions                           | Abstentions    | 20 173       | 31,03        | 23 287      | 35,82       |  |
| Votants        | Votants                               | Votants        | 44 846       | 68,97        | 41 732      | 64,18       |  |
| Blancs et nuls | Blancs et nuls                        | Blancs et nuls | 2 280        | 5,08         | 5 324       | 12,76       |  |
| Exprimés       | Exprimés                              | Exprimés       | 42 566       | 94,92        | 36 408      | 87,24       |  |

Le suppléant de Marc-Philippe Daubresse était Roger Dutriez, maire de Pérenchies.

### Élections de 1997
| Candidat       | Candidat                              | Parti             | Premier tour | Premier tour | Second tour | Second tour |  |
| Candidat       | Candidat                              | Parti             | Voix         | %            | Voix        | %           |  |
| -------------- | ------------------------------------- | ----------------- | ------------ | ------------ | ----------- | ----------- |  |
|                | Marc-Philippe Daubresse sortant réélu | UDF (FD)          | 15 544       | 36,75        | 23 351      | 54,03       |  |
|                | Thérèse Loridan                       | PS                | 10 302       | 24,35        | 19 864      | 45,97       |  |
|                | Gilles Alexandre                      | FN                | 6 888        | 16,28        |             |             |  |
|                | Roger Renard                          | PCF               | 3 876        | 9,16         |             |             |  |
|                | Jean-Marc Vandewoestyne               | LDI (CNIP)        | 1 242        | 2,94         |             |             |  |
|                | Oscar Loubry                          | Les Verts         | 1 179        | 2,79         |             |             |  |
|                | Nicole Knecht                         | GÉ                | 1 094        | 2,59         |             |             |  |
|                | Winoc Deleplanque                     | US4J              | 717          | 1,69         |             |             |  |
|                | Marcelle Peyrot                       | Divers écologiste | 623          | 1,47         |             |             |  |
|                | Christiane Ducamp-Lajournade          | MDC               | 503          | 1,19         |             |             |  |
|                | Isabelle Quéhen-Bobin                 | Divers            | 334          | 0,79         |             |             |  |
|                |                                       |                   |              |              |             |             |  |
| Inscrits       | Inscrits                              | Inscrits          | 65 605       | 100,00       | 65 602      | 100,00      |  |
| Abstentions    | Abstentions                           | Abstentions       | 21 307       | 32,48        | 19 962      | 30,43       |  |
| Votants        | Votants                               | Votants           | 44 298       | 67,52        | 45 640      | 69,57       |  |
| Blancs et nuls | Blancs et nuls                        | Blancs et nuls    | 1 996        | 4,51         | 2 425       | 5,31        |  |
| Exprimés       | Exprimés                              | Exprimés          | 42 302       | 95,49        | 43 215      | 94,69       |  |

Le suppléant de Marc-Philippe Daubresse était Jacques Houssin, maire de Verlinghem, hôtelier, élu conseiller général du canton de Quesnoy-sur-Deûle en 2001.

### Élections de 2002
|                | Marc-Philippe Daubresse sortant réélu | UMP               | 21 298 | 50,74  |  |  |  |
|                | Martine Filleul                       | PS                | 9 841  | 23,45  |  |  |  |
|                | Yves Bauw                             | FN                | 4 414  | 10,52  |  |  |  |
|                | Jean-Paul Fossier                     | PCF               | 1 304  | 3,11   |  |  |  |
|                | Christian Flejszerowicz               | Les Verts         | 1 134  | 2,7    |  |  |  |
|                | Bernard Demoor                        | LCR               | 730    | 1,74   |  |  |  |
|                | Gilles Bourry                         | LO                | 582    | 1,39   |  |  |  |
|                | Éric Darques                          | RPF               | 651    | 1,55   |  |  |  |
|                | Pascaline Bénito                      | Divers écologiste | 495    | 1,18   |  |  |  |
|                | Gilles Alexandre                      | MNR               | 453    | 1,08   |  |  |  |
|                | Bénédicte Fillebeen                   | MÉI               | 302    | 0,72   |  |  |  |
|                | Fabienne Piva                         | CPNT              | 222    | 0,53   |  |  |  |
|                | Anne Frémaux                          | Pôle républicain  | 221    | 0,53   |  |  |  |
|                | Nicole Tysler                         | MPF               | 176    | 0,42   |  |  |  |
|                | Marc Bonfils                          | Divers écologiste | 148    | 0,35   |  |  |  |
|                |                                       |                   |        |        |  |  |  |
| Inscrits       | Inscrits                              | Inscrits          | 69 835 | 100,00 |  |  |  |
| Abstentions    | Abstentions                           | Abstentions       | 27 025 | 38,7   |  |  |  |
| Votants        | Votants                               | Votants           | 42 810 | 61,3   |  |  |  |
| Blancs et nuls | Blancs et nuls                        | Blancs et nuls    | 839    | 1,96   |  |  |  |
| Exprimés       | Exprimés                              | Exprimés          | 41 971 | 98,04  |  |  |  |

Le suppléant de Marc-Philippe Daubresse était Jacques Houssin.

### Élections partielles de 2005
| Candidat       | Candidat                              | Parti          | Premier tour | Premier tour | Second tour | Second tour |  |
| Candidat       | Candidat                              | Parti          | Voix         | %            | Voix        | %           |  |
| -------------- | ------------------------------------- | -------------- | ------------ | ------------ | ----------- | ----------- |  |
|                | Marc-Philippe Daubresse sortant réélu | UMP            | 7 967        | 37,37        | 9 940       | 53,23       |  |
|                | Olivier Henno                         | UDF            | 4 434        | 20,80        | 8 732       | 46,77       |  |
|                | Martine Filleul                       | PS             | 4 380        | 20,54        |             |             |  |
|                | Philippe Bernard                      | FN             | 1 501        | 7,04         |             |             |  |
|                | Sylviane Housset                      | PCF            | 1 426        | 6,69         |             |             |  |
|                | François Ducroquet                    | Les Verts      | 1 403        | 6,58         |             |             |  |
|                | Jacques Mutez                         | PRG            | 208          | 0,98         |             |             |  |
|                | Brigitte Colin                        | Divers         | 1            | 0,00         |             |             |  |
|                |                                       |                |              |              |             |             |  |
| Inscrits       | Inscrits                              | Inscrits       | 70 641       | 100,00       | 70 641      | 100,00      |  |
| Abstentions    | Abstentions                           | Abstentions    | 48 737       | 68,99        | 49 643      | 70,28       |  |
| Votants        | Votants                               | Votants        | 21 904       | 31,01        | 20 998      | 29,72       |  |
| Blancs et nuls | Blancs et nuls                        | Blancs et nuls | 584          | 2,67         | 2 326       | 11,08       |  |
| Exprimés       | Exprimés                              | Exprimés       | 21 320       | 97,33        | 18 672      | 88,92       |  |

### Élections de 2007
| Candidat       | Candidat                              | Parti          | Premier tour | Premier tour | Second tour | Second tour |  |
| Candidat       | Candidat                              | Parti          | Voix         | %            | Voix        | %           |  |
| -------------- | ------------------------------------- | -------------- | ------------ | ------------ | ----------- | ----------- |  |
|                | Marc-Philippe Daubresse sortant réélu | UMP            | 20 145       | 46,77        | 23 115      | 58,72       |  |
|                | Martine Filleul                       | PS             | 9 257        | 21,49        | 16 248      | 41,28       |  |
|                | Olivier Henno                         | UDF–MoDem      | 7 790        | 18,09        |             |             |  |
|                | Chantal Dubrulle                      | FN             | 1 771        | 4,11         |             |             |  |
|                | Vinciane Faber                        | Les Verts      | 1 517        | 3,52         |             |             |  |
|                | Émilie Samoy                          | PCF            | 1 221        | 2,83         |             |             |  |
|                | Gilles Bourry                         | LO             | 521          | 1,21         |             |             |  |
|                | Jean Netchenawoe                      | MÉI            | 343          | 0,8          |             |             |  |
|                | Marie-Pierre Wexsteen                 | CPNT           | 299          | 0,69         |             |             |  |
|                | Jean Delval                           | MNR            | 134          | 0,31         |             |             |  |
|                | Michel Guillaume                      | Divers         | 72           | 0,17         |             |             |  |
|                | Bernard Larguèze                      | Divers         | 0            | 0            |             |             |  |
|                |                                       |                |              |              |             |             |  |
| Inscrits       | Inscrits                              | Inscrits       | 72 845       | 100,00       | 72 843      | 100,00      |  |
| Abstentions    | Abstentions                           | Abstentions    | 29 174       | 40,05        | 32 097      | 44,06       |  |
| Votants        | Votants                               | Votants        | 43 671       | 59,95        | 40 746      | 55,94       |  |
| Blancs et nuls | Blancs et nuls                        | Blancs et nuls | 601          | 1,38         | 1 383       | 3,39        |  |
| Exprimés       | Exprimés                              | Exprimés       | 43 070       | 98,62        | 39 363      | 96,61       |  |

### Élections de 2012
| Candidat       | Candidat                              | Parti                         | Premier tour | Premier tour | Second tour | Second tour |  |
| Candidat       | Candidat                              | Parti                         | Voix         | %            | Voix        | %           |  |
| -------------- | ------------------------------------- | ----------------------------- | ------------ | ------------ | ----------- | ----------- |  |
|                | Marc-Philippe Daubresse sortant réélu | UMP                           | 22 012       | 41,79        | 26 623      | 53,31       |  |
|                | Hélène Parra                          | PS                            | 17 250       | 32,75        | 23 316      | 46,69       |  |
|                | Stéphanie Koca                        | RBM (FN)                      | 6 699        | 12,72        |             |             |  |
|                | Édith Gabrelle                        | FG (PCF)                      | 2 542        | 4,83         |             |             |  |
|                | Vinciane Faber                        | EÉLV (MÉI)                    | 2 102        | 3,99         |             |             |  |
|                | Valérie Dupont                        | LT-LNÉ                        | 684          | 1,30         |             |             |  |
|                | Victoire Willerval                    | DLR                           | 627          | 1,19         |             |             |  |
|                | Nathalie Baudrin                      | LO                            | 317          | 0,60         |             |             |  |
|                | Juliette Perrot                       | NPA                           | 233          | 0,44         |             |             |  |
|                | Thomas Gueyraud                       | Divers (Mouvement anti-radar) | 141          | 0,27         |             |             |  |
|                | Gémila Bourabaa                       | LFA                           | 61           | 0,12         |             |             |  |
|                |                                       |                               |              |              |             |             |  |
| Inscrits       | Inscrits                              | Inscrits                      | 97 182       | 100,00       | 97 181      | 100,00      |  |
| Abstentions    | Abstentions                           | Abstentions                   | 43 766       | 45,04        | 45 816      | 47,15       |  |
| Votants        | Votants                               | Votants                       | 53 416       | 54,96        | 51 365      | 52,85       |  |
| Blancs et nuls | Blancs et nuls                        | Blancs et nuls                | 748          | 1,4          | 1 426       | 2,78        |  |
| Exprimés       | Exprimés                              | Exprimés                      | 52 668       | 98,6         | 49 939      | 97,22       |  |

### Élections de 2017
Député sortant : Marc-Philippe Daubresse (Les Républicains).
|                                                                       |                                                                         |                           |                           |                          |                          |
|                                                                       |                                                                         | Premier tour 11 juin 2017 | Premier tour 11 juin 2017 | Second tour 18 juin 2017 | Second tour 18 juin 2017 |
|                                                                       |                                                                         |                           |                           |                          |                          |
|                                                                       |                                                                         | Nombre                    | % des inscrits            | Nombre                   | % des inscrits           |
| Inscrits                                                              | Inscrits                                                                | 99 303                    | 100,00                    | 99 302                   | 100,00                   |
| Abstentions                                                           | Abstentions                                                             | 49 557                    | 49,90                     | 57 798                   | 58,20                    |
| Votants                                                               | Votants                                                                 | 49 746                    | 50,10                     | 41 504                   | 41,80                    |
|                                                                       |                                                                         |                           | % des votants             |                          | % des votants            |
| Bulletins blancs                                                      | Bulletins blancs                                                        | 559                       | 1,12                      | 3 112                    | 7,50                     |
| Bulletins nuls                                                        | Bulletins nuls                                                          | 215                       | 0,43                      | 1 261                    | 3,04                     |
| Suffrages exprimés                                                    | Suffrages exprimés                                                      | 48 972                    | 98,44                     | 37 131                   | 89,46                    |
|                                                                       |                                                                         |                           |                           |                          |                          |
| Candidat Étiquette politique (partis et alliances)                    | Candidat Étiquette politique (partis et alliances)                      | Voix                      | % des exprimés            | Voix                     | % des exprimés           |
|                                                                       |                                                                         |                           |                           |                          |                          |
|                                                                       | Brigitte Liso La République en marche !                                 | 18 781                    | 38,35                     | 21 814                   | 58,75                    |
|                                                                       | Jacques Houssin Les Républicains (Union des démocrates et indépendants) | 8 150                     | 16,64                     | 15 317                   | 41,25                    |
|                                                                       | Jean-Pierre Houbron La France insoumise                                 | 5 921                     | 12,09                     |                          |                          |
|                                                                       | Julien Franquet Front national                                          | 5 324                     | 10,87                     |                          |                          |
|                                                                       | Sébastien Leprêtre Divers droite                                        | 3 931                     | 8,03                      |                          |                          |
|                                                                       | Stéphane Baly Europe Écologie Les Verts                                 | 3 114                     | 6,36                      |                          |                          |
|                                                                       | Pierre-Yves Pira Parti communiste français (Front de gauche)            | 681                       | 1,39                      |                          |                          |
|                                                                       | Olivier Fauchille Divers                                                | 642                       | 1,31                      |                          |                          |
|                                                                       | Philippe Harquet Parti socialiste                                       | 601                       | 1,23                      |                          |                          |
|                                                                       | Christine Tavernier Debout la France                                    | 525                       | 1,07                      |                          |                          |
|                                                                       | Tanguy Latron Divers droite (Parti chrétien-démocrate)                  | 351                       | 0,72                      |                          |                          |
|                                                                       | Carole Bailleul Lutte ouvrière                                          | 337                       | 0,69                      |                          |                          |
|                                                                       | Alexandre Roubinowitz Divers (La Relève citoyenne)                      | 223                       | 0,46                      |                          |                          |
|                                                                       | Hourya Slimani Divers (Union populaire républicaine)                    | 217                       | 0,44                      |                          |                          |
|                                                                       | Gwendoline Allimant Écologiste (Parti social-démocrate libéral)         | 143                       | 0,29                      |                          |                          |
|                                                                       | Élise Renauld Divers (Allons enfants)                                   | 31                        | 0,06                      |                          |                          |
| Source : Ministère de l'Intérieur - Quatrième circonscription du Nord |                                                                         |                           |                           |                          |                          |

### Élections de 2022
Les élections législatives françaises de 2022 se déroulent les dimanches 12 et 19 juin 2022.
| Résultats des élections législatives des 12 et 19 juin 2022 de la 4e circonscription du Nord |                          |                          |              |              |             |             |
| Candidat                                                                                     | Candidat                 | Parti et coalition       | Premier tour | Premier tour | Second tour | Second tour |
| Candidat                                                                                     | Candidat                 | Parti et coalition       | Voix         | %            | Voix        | %           |
|                                                                                              | Brigitte Liso            | LREM (ENS)               | 14 658       | 30,15        | 25 445      | 56,05       |
|                                                                                              | Octave Delepière         | EELV (NUPES)             | 13 440       | 27,65        | 19 954      | 43,95       |
|                                                                                              | Patricia Plancke         | RN                       | 6 780        | 13,95        |             |             |
|                                                                                              | Jacques Houssin          | DVD (LR diss.)           | 5 893        | 12,12        |             |             |
|                                                                                              | Sébastien Leblanc        | LR (UDC)                 | 3 051        | 6,28         |             |             |
|                                                                                              | Patrick Jardin           | REC                      | 1 849        | 3,80         |             |             |
|                                                                                              | Gauthier Boullet         | PA                       | 1 126        | 2,32         |             |             |
|                                                                                              | Claire Desbois           | Volt                     | 554          | 1,14         |             |             |
|                                                                                              | Frédéric Monteux         | LP (UPF)                 | 546          | 1,12         |             |             |
|                                                                                              | Fatima Abdellaoui        | LO                       | 511          | 1,05         |             |             |
|                                                                                              | Ewann Gavard             | PP                       | 204          | 0,42         |             |             |
|                                                                                              | Georgia Gambirasio       | DVC                      | 0            | 0,00         |             |             |
| Votes valides                                                                                | Votes valides            | Votes valides            | 48 612       | 98,44        | 45 399      | 94,07       |
| Votes blancs                                                                                 | Votes blancs             | Votes blancs             | 547          | 1,11         | 1 966       | 4,07        |
| Votes nuls                                                                                   | Votes nuls               | Votes nuls               | 224          | 0,45         | 898         | 1,86        |
| Total                                                                                        | Total                    | Total                    | 49 383       | 100          | 48 263      | 100         |
| Abstention                                                                                   | Abstention               | Abstention               | 52 284       | 51,43        | 53 424      | 52,54       |
| Inscrits / participation                                                                     | Inscrits / participation | Inscrits / participation | 101 667      | 48,57        | 101 687     | 47,46       |

### Élections de 2024
| Candidat                 | Candidat                 | Parti et coalition       | Nuance                   | Premier tour | Premier tour | Second tour | Second tour |
| Candidat                 | Candidat                 | Parti et coalition       | Nuance                   | Voix         | %            | Voix        | %           |
| ------------------------ | ------------------------ | ------------------------ | ------------------------ | ------------ | ------------ | ----------- | ----------- |
|                          | Brigitte Liso            | RE (ENS)                 | ENS                      | 21 494       | 31,32        | 27 461      | 40,17       |
|                          | Charlotte Brun           | PS (NFP)                 | UG                       | 20 301       | 29,58        | 21 395      | 31,30       |
|                          | Anne Morand              | RN                       | RN                       | 17 832       | 25,98        | 19 502      | 28,53       |
|                          | Sébastien Leblanc        | LR (UDC)                 | LR                       | 6 461        | 9,41         |             |             |
|                          | Nicolas Le Neindre       | SE                       | DIV                      | 1 330        | 1,94         |             |             |
|                          | Fatima Abdellaoui        | LO                       | EXG                      | 539          | 0,79         |             |             |
|                          | Patrick Jardin           | REC                      | REC                      | 533          | 0,78         |             |             |
|                          | Franck Boyaval           | Volt                     | DIV                      | 144          | 0,21         |             |             |
|                          | Damien Scali             | NPA-R                    | EXG                      | 0            | 0,00         |             |             |
|                          |                          |                          |                          |              |              |             |             |
| Suffrages exprimés       | Suffrages exprimés       | Suffrages exprimés       | Suffrages exprimés       | 68 634       | 98,04        | 68 358      | 97,85       |
| Votes blancs             | Votes blancs             | Votes blancs             | Votes blancs             | 967          | 1,38         | 1 077       | 1,54        |
| Votes nuls               | Votes nuls               | Votes nuls               | Votes nuls               | 403          | 0,58         | 428         | 0,61        |
| Total                    | Total                    | Total                    | Total                    | 70 004       | 100          | 69 863      | 100         |
| Abstention               | Abstention               | Abstention               | Abstention               | 31 829       | 31,26        | 32 000      | 31,41       |
| Inscrits / participation | Inscrits / participation | Inscrits / participation | Inscrits / participation | 101 833      | 68,74        | 101 863     | 68,59       |